# Anděl pitvornosti
Anděl pitvornosti (v angličtině "The Angel of the Odd") je krátká humorná / satirická povídka či burleska amerického spisovatele a literárního teoretika Edgara Allana Poea z roku 1844.
Humorná povídka vypráví o muži, jenž odpočívá a pročítá si noviny, přičemž narazí na článek o kuriózní smrti jistého muže. Textu ani v nejmenším nevěří, v ten moment se mu v pokoji ukáže podivná postava, která mluví zvláštním dialektem a představí se jako Anděl pitvornosti.

## Příběh
Vypravěč právě odpočívá po vydatném obědě a pročítá si noviny, přičemž narazí na článek o kuriózní smrti jistého muže, jenž zemřel po vdechnutí jehly při foukání šipek. Ta se mu zasekla v plicích a způsobila jeho smrt.
Muž textu ani v nejmenším nevěří a pohoršuje se nad zveřejňováním takových (podle něj) novinářských výmyslů. V ten moment se mu v pokoji zjeví podivná kreatura, která mluví zvláštním dialektem a představí se jako Anděl pitvornosti. Její tělo tvoří sud, místo končetin má láhve a místo hlavy drátěný demižon. Vypravěč je udiven a chce zazvonit na sluhu, aby nezvaného hosta vyhodil, ale jakmile se pokusí vstát, postava mu klepne láhví po čele a uzemní jej. Muž se ještě pokusí odporovat a mrští po příšeře slánkou, avšak mine se a následuje trest v podobě několika silných ran na čelo, až mu vyhrknou slzy. Po této demonstraci síly se podrobí a je nucen poslouchat vyprávění Anděla pitvornosti.
Ten hovoří o svém poslání ducha všech malérů, které musí pořádat a nad nimiž nevěřícně kroutí hlavou všichni pochybovači. Muž mu nevěnuje pozornost, jakou by si anděl představoval a ten nahněván odchází pryč.
Spustí se řetězec nepředstavitelných náhod. Vypravěč nestihne prodloužit pojistku na dům, který mu ještě tu noc vyhoří, při slézání ze žebříku si navíc zlomí ruku, protože jeden z vepřů se rozhodl o něj podrbat v tu chvíli, když muž slézal. Ztráta domu vykrystalizovala v touhu zaopatřit se jinak, muž se rozhodne oženit a vyhlédne si bohatou vdovu, avšak při představování se mu zaplete paruka do jejích vlasů, se sňatkem se může rozloučit poté, když kvůli malicherné náhodě propásne i druhou příležitost k seznámení. Rozhodne se skoncovat se životem, svlékne šatstvo a vrhne se do proudu řeky, zbloudilá vrána mu ukradne odložené kalhoty, následkem čehož vypravěč odloží svůj sebevražedný plán a stíhá zlodějského ptáka. Nespouští ho z očí, dokud si neuvědomí, že ztratil pevnou půdu pod nohama a řítí se do propasti. Od jisté smrti jej vysvobodí provaz z kolem prolétávajícího balónu, do něhož se zamotá.
V koši balónu není nikdo jiný, než Anděl pitvornosti. Táže se muže, zdali již věří jeho existenci, potom bude ochoten mu pomoci. Muž souhlasí, ale Anděl má ještě jednu nesplnitelnou podmínku: muž si musí dát levou ruku do kapsy kalhot. Ten má však levou ruku zlomenou a kalhoty mu ukradla vrána, čili podmínce nemůže vyhovět. Rozezlený anděl soudkovitého tvaru jej pošle ke všem čertům a přeřízne provaz. Čirou náhodou vypravěč spadne komínem svého nově rekonstruovaného domu do krbu jídelny a uvědomí si, že to byla pomsta Anděla pitvornosti.